# Anolis mirus
Anolis mirus este o specie de șopârle din genul Anolis, familia Polychrotidae, descrisă de Williams 1963. Conform Catalogue of Life specia Anolis mirus nu are subspecii cunoscute.